# Ad‘ali Dâba
Ad‘ali Dâba ist ein 1033 m hoher Berg in Dschibuti. Er liegt in der Region Tadjoura im Zentrum von Dschibuti.

## Geographie
Der Berg erhebt sich nördlich des Ortes Tadjoura und südwestlich von Adailou im zentralen Teil von Dschibouti. Nordöstlich erhebt sich der Gipfel des Milaglé und südwestlich der Ta‘arro (1293 m).

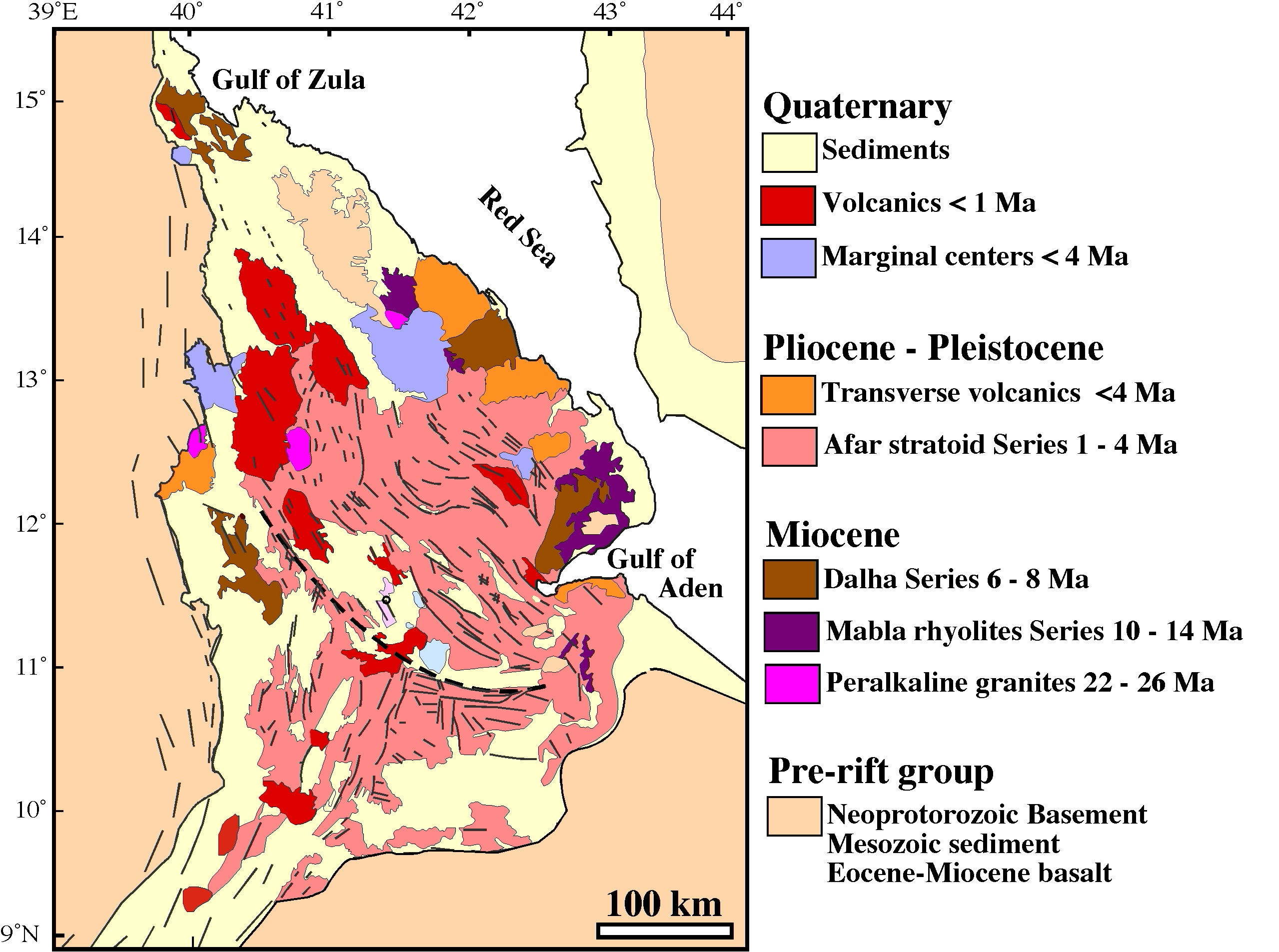
Geologie des Afar-Dreiecks.